# Grant Marshall
Grantley Evan Marshall, művésznevén Daddy G (Bristol, 1959. december 18. –) brit zenész, DJ, rapper, a bristoli The Wild Bunch sound system, majd az ebből alakult Massive Attack nevű elektronikus zenei együttes tagja.
Családja az ötvenes évek végén vándorolt ki Angliába Barbados szigetéről. Tizenéves korában, igen korán kezdett el zenével foglalkozni, lemezlovaskodni.
1983-ban Nellee Hooperrral együtt alapította a Wild Buncht, melyet Sam Peckinpah egyik westernje után neveztek el. Marshalltól ered nem kis részben a Massive Attack "fekete-jamaicai-zenés" beütése, DJ-ként szerzett tapasztalata és zenei szakértelme nagyban segítette az együttes kezdeti talpraállását. Később a zenei irányító szerepet Robert Del Naja vette át.
Az együttes 100th Window c. lemezének kiadása idején egy időre visszavonult, hogy családjával foglalkozzon. Ekkoriban született lánya.
2004-ben megjelentetett egy szólólemezt is az ún. DJ Kicks sorozat részeként, ebben főleg kedvenc jamaicai zenéire, reggae-re, rocksteadyre és dubra építette a mixet, de hallható rajta funk, postpunk, világzene és triphop is Tricky, a Massive Attack, Mos Def, Aretha Franklin, Foxy Brown és mások előadásában. A stíluskavalkád ellenére az anyag mégis egységes.

## Szólólemezei
- DJ-Kicks: Daddy G (Kiadó: !K7 Records, Kat.sz.: !K7170CD, Kiadás dátuma: 2004. október 25.)

## Külső hivatkozások
- Theage.com: Straight out of Bristol (interjú)
- Készül a Massive Attack. Budapestnavigator.hu.
- Grant Marshall Archiválva 2017. július 6-i dátummal a Wayback Machine-ben DJ-Kicks.com EnWiki.